# Zúgó (Ukrajna)
Zúgó (korábban Hukliva, ukránul: Гукливий [Huklivij]) falu Ukrajnában, a Kárpátaljai terület Munkácsi járásában.

## Fekvése
Ruszin falu Alsóvereckétől 15 km-re délkeletre.

## Nevének eredete
A falu neve víznévi eredetű. A Jukliva / Hukliva az orosz és ukrán nyelvben „zúgó, kis vizesés” jelentésű. Mai Zúgó nevét 1889-ben kapta, amikor Hukliva, Talamás és Veretecső egyesülésével létrejött.

## Története

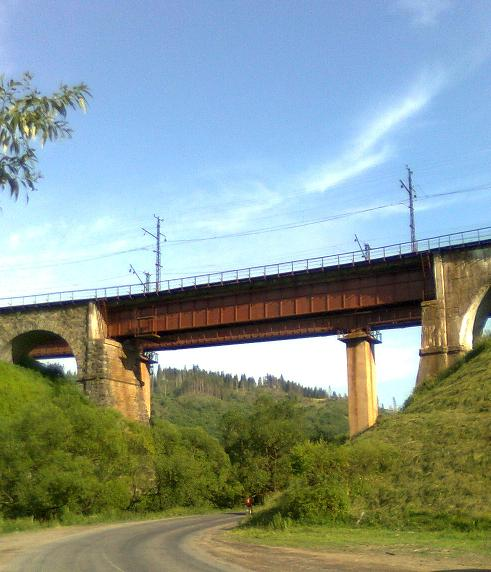
Viadukt Zúgó mellett

Zúgót 1588-ban Nagy-Hukliva, majd 1600-ban Hukliva néven említette először oklevél.
1730-ban Hukliva, 1773-ban Hukliva, Huklivy, 1913-ban Zúgó néven írták.
1588-ban Rákóczi Zsigmond adott kenézi jogosítványt Peckovics Péternek és Peckovics Jánosnak, hogy Nagy-Huklivát benépesítsék.
1889-ben egyesítették Hukliva, Talamás és Veretecső községeket Zúgó néven.
1910-ben 1604 lakosából 39 magyar, 346 német, 1209 ruszin volt. Ebből 17 római katolikus, 1236 görögkatolikus, 351 izraelita volt.
A trianoni békeszerződés előtt Bereg vármegye 1904-ben szervezett Alsóvereckei járásához tartozott.
1939 és 1944 között Kárpátalja egészével együtt ismét Magyarországhoz tartozott, magyar neve Hukliva volt és a Beregi közigazgatási kirendeltséghez, azon belül 1941-ig a Szolyvai, azután az újra megszervezett Alsóvereckei járáshoz tartozott.
2001-ben 2109 lakosa volt.

## Nevezetességek
- Görögkatolikus fatemploma és harangtornya a 18. században épült a Szentlélek tiszteletére.